# Parupeneus procerigena
Parupeneus procerigena Kim & Amaoka, 2001 è un pesce del genere Parupeneus.